# Traveling Wilburys Vol. 1
Traveling Wilburys Vol. 1 ist das erste Studioalbum der Supergroup Traveling Wilburys, bestehend aus George Harrison († 2001), Jeff Lynne, Roy Orbison († 1988), Tom Petty († 2017) und Bob Dylan. Es wurde am 24. Oktober 1988 (USA: 25. Oktober 1988) veröffentlicht.

## Entstehungsgeschichte
Anfang April 1988 bat George Harrisons Plattenfirma um ein zusätzliches Lied für die dritte Maxi-Single-Auskopplung aus dessen Album Cloud Nine, This Is Love, da kein Remix der Single vorgesehen war und man einen weiteren Kaufanreiz für die Fans schaffen wollte, die das Album bereits besaßen. Harrison fragte in seinem Freundeskreis herum, wer kurzfristig ein Aufnahmestudio zur Verfügung stellen könne, und endete am 5. April 1988 in Bob Dylans Studio in Santa Monica (Kalifornien). Jeff Lynne, der den Titel, wie schon das Album Harrisons, produzieren sollte, brachte Roy Orbison mit. Dylan seinerseits rief Tom Petty an, ob er dazukommen wolle. Das Stück, das sie aufnahmen, war Handle with Care, am selben Tag komponiert, eingespielt, und benannt nach der Aufschrift auf einem Karton in der Garage Dylans.
Beim Musiklabel Warner fand man, das Stück sei „zu gut für eine B-Seite“ und wünschte ein vollständiges Album. Da alle Plattenfirmen der Künstler diese Supergruppe für eine gute Idee hielten, beschlossen sie, ein gemeinsames Album aufzunehmen. In nur zehn Tagen zwischen dem 7. und 16. Mai 1988 wurden weitere neun Lieder geschrieben, arrangiert und im Dave Stewart Studio eingespielt. Die abschließenden Arbeiten für das Album, wie das Einspielen von weiteren Instrumenten und Abmischungen wurden in George Harrisons Studio im Sommer 1988 getätigt.
Der Hauptgesang bei den einzelnen Liedern wurde aufgeteilt, so sang George Harrison im Wesentlichen die Lieder: Handle with Care (mit Gesangsteilen der anderen Traveling Wilburys) und Heading for the Light; Bob Dylan: Congratulations, Dirty World, Margarita und Tweeter and the Monkey Man; Tom Petty: Last Night und End of the Line (mit Gesangsteilen von George Harrison, Tom Petty, Jeff Lynne und Roy Orbison); Roy Orbison: Not Alone Any More und Jeff Lynne: Rattled.
Noch vor der Veröffentlichung der zweiten Single verstarb Roy Orbison am 6. Dezember 1988 an einem Herzinfarkt. Das Video zu End of the Line zeigte daraufhin ein Foto des Sängers sowie wiederholt einen Schaukelstuhl mit einer Gitarre darauf.
Im Jahr 1989 erhielten die Traveling Wilburys für ihr Album den Grammy in der Kategorie Best Rock Performance By a Duo or Group with Vocal. Im August 1994 wurde das Album in den USA mit Dreifach-Platin für drei Millionen verkaufte Exemplare ausgezeichnet.

## Covergestaltung
Das Design des Covers stammt von David Costa, die Coverfotos von Gered Mankowitz und Chris Smith. Der CD liegt ein achtseitiges bebildertes Begleitheft bei, das die fiktive Geschichte der Traveling Wilburys enthält.

## Titelliste
Alle Titel wurden von den Traveling Wilburys geschrieben.

### Seite 1
1. Handle with Care – 3:20
2. Dirty World – 3:30
3. Rattled – 3:00
4. Last Night – 3:48
5. Not Alone Any More – 3:24

### Seite 2
1. Congratulations – 3:30
2. Heading for the Light – 3:37
3. Margarita – 3:15
4. Tweeter and the Monkey Man – 5:30
5. End of the Line – 3:30

### Bonus-Titel (2007)
1. Maxine – 2:49
2. Like a Ship – 3:31

## Wiederveröffentlichungen
- Die Erstveröffentlichung im CD-Format erfolgte im Oktober 1988 parallel zur Schallplattenveröffentlichung ohne Bonustitel.
- Das Album wurde in einer neu remasterten Version mit zwei Bonustiteln im Juni 2007 als CD bei Rhino Records und im Download-Format wiederveröffentlicht. Die beiden Bonustitel Like a Ship und Maxine stammen beide nicht von den Aufnahmen zu Traveling Wilburys Vol. 1, sondern vom nächsten Album Traveling Wilburys Vol. 3 und wurden im Jahr 2007 von Jeff Lynne und Dhani Harrison musikalisch überarbeitet.
- Am 2. November 2018 wurde das Album als Picture Disc veröffentlicht.[2]
- Am 16. Oktober 2020 wurde das Album im orangefarbenen Vinyl veröffentlicht.[3]

## Weitere Informationen
Für das Album wurden Musikvideos für die Titel Handle with Care und End of the Line produziert.
Die Mitglieder der Traveling Wilburys gebrauchten für das Album folgende Pseudonyme:
- Bob Dylan: Lucky Wilbury
- George Harrison: Nelson Wilbury
- Jeff Lynne: Otis Wilbury
- Roy Orbison: Lefty Wilbury
- Tom Petty: Charlie T. Jnr.

## Singleauskopplungen

### Handle with Care
Die erste Singleauskopplung Handle with Care / Margarita erschien am 11. Oktober 1988 in den USA und am 17. Oktober 1988 in Großbritannien. In den USA erschien die Single als 7″-Vinyl- und 3″-CD-Version. In Europa erschien zusätzlich noch eine 10″- sowie eine 12″-Vinyl-Maxi-Single: Handle with Care (Extended Version) / Margarita sowie eine 3″-CD-Version: Handle with Care / Margarita / Handle with Care (Extended Version). Zusätzlich wurde in Großbritannien eine limitierte 7″-Vinyl-Single hergestellt.
In den USA wurden Promotion-7″-Vinyl-Singles und Promotion-5″-CDs hergestellt.

### End of the Line
Die zweite Singleauskopplung End of the Line / Congratulations erschien am 31. Januar 1989 in den USA und am 20. Februar 1989 in Großbritannien. In den USA wurde die Single als 7″-Vinyl- und 3″-CD-Version veröffentlicht. In Europa erschien zusätzlich noch eine 3″-CD sowie eine 12″-Vinyl-Maxi-Single: End of the Line (Extended Version) / Congratulations.
In den USA wurden Promotion-7″-Vinyl-Singles hergestellt.

### Heading for the Light
In Deutschland erschien im April 1989 eine dritte Singleauskopplung, Heading for the Light / Rattled, diese war auch als Maxi-Single im 3″-CD- und 12″-Vinyl-Format erhältlich: Heading for the Light / Rattled / Last Night. In den USA wurden Promotion-CDs von Heading for the Light hergestellt.

### Weitere Singles
- Im Januar 1989 wurde in den USA die CD-Promotionsingle Last Night [19] veröffentlicht.
- Im Jahr 1989 erschien in den USA die 7″-Vinyl-Single Handle with Care / End of the Line.[20]

## Chartplatzierungen
| ChartsChartplatzierungen       | Höchstplatzierung | Wochen |
| ------------------------------ | ----------------- | ------ |
| Deutschland (GfK)              | 10 (24 Wo.)       | 24     |
| Österreich (Ö3)                | 3 (16 Wo.)        | 16     |
| Schweiz (IFPI)                 | 6 (20 Wo.)        | 20     |
| Vereinigtes Königreich (OCC)   | 16 (35 Wo.)       | 35     |
| Vereinigte Staaten (Billboard) | 3 (53 Wo.)        | 53     |